# Гаврюшов Андрій Валерійович
Андрій Валерійович Гаврюшов (нар. 24 вересня 1977, Дніпропетровськ, УРСР) — український футболіст, захисник. 

## Кар'єра гравця
У сім років потрапив в «Дніпро-75» з Дніпропетровська, туди його привів його батько. Разом з ним займалися: Олександр Рикун, Олександр Головко, Олександр Першин та Сергій Перхун. Його команда в своєму віці, двічі ставала чемпіоном України. Після випуску з футбольної школи його забрали до дублюючого складу «Дніпра». Але довго він там не пробув, незабаром Гаврюшов опинився в новомосковському «Металурзі». Команда виступала в третій і другій лізі чемпіонату України. Тренував команду тренер Володимир Кобзарєв. У 1998 році перейшов в ««Поліграфтехніку»», з цим клубом він завоював право грати у Вищій лізі України. У Вищій лізі дебютував 7 липня 2001 року матчі проти київського «Динамо» (5:0). Через фінансові проблеми «Поліграфтехніка» вилітала з вищого дивізіону, а Андрій перейшов у вінницьку «Ниву». Разом з Андрієм до Вінниці переїхала значна частина гравців «Поліграфтехніки», але місцеві уболівальники почали ігнорувати команду. Як наслідок, в команді він не зміг закріпитися і покинув клуб. У нього була пропозиція від ужгородського «Закарпаття», але він вибрав алчевську «Сталь». Там він швидко завоював авторитет, практично з перших днів йому довірили капітанську пов'язку. У липні 2007 року перейшов в донецький «Металург». Взимку 2008 року перейшов в луганську «Зорю», в команді дебютував 29 березня 2008 року в матчі проти львівських «Карпат» (3:0). В «Зорі» також виходив з капітанською пов'язкою. Завершував кар'єру Андрій Валерійович у клубі ПФК «Олександрії».

## Тренерська кар'єра
Після завершення кар'єри професіонального футболіста Андрій Гаврюшов залишився у клубі. З липня 2011 по червень 2012 року працював тренером, головним тренером дубля та тренером молодіжного складу ПФК «Олександрії». З 2013 по лютому 2016 року працював тренером молодіжної академії дніпропетровського «Дніпра».

## Особисте життя
Мати працювала на Південному машинобудівному заводі. Батько помер коли Гаврюшова було 12 років. Молодший брат Сергій, займався футболом, але через проблеми із зором він не зміг продовжити кар'єру футболіста. Зі своєю майбутньою дружиною Яною познайомився в 2000 році в Олександрії, коли грав за місцевий клуб.
Його хобі - риболовля.

## Статистика
| Сезон   | Клуб                            | Ліга       | Чемпіонат | Чемпіонат | Кубок | Кубок | Дубль | Дубль |
| Сезон   | Клуб                            | Ліга       | Матчі     | Голи      | Матчі | Голи  | Матчі | Голи  |
| ------- | ------------------------------- | ---------- | --------- | --------- | ----- | ----- | ----- | ----- |
| 1994/95 | «Металург» (Новомосковськ)      | Друга ліга | 9         | 0         | 0     | 0     | —     | —     |
| 1995/96 | «Металург» (Новомосковськ)      | Друга ліга | 24        | 0         | 3     | 0     | —     | —     |
| 1996/97 | «Металург» (Новомосковськ)      | Друга ліга | 13        | 0         | 1     | 3     | —     | —     |
| 1998/99 | «Поліграфтехніка» (Олександрія) | Перша ліга | 27        | 1         | 2     | 0     | —     | —     |
| 1999/00 | «Поліграфтехніка» (Олександрія) | Перша ліга | 30        | 0         | 1     | 0     | —     | —     |
| 2000/01 | «Поліграфтехніка» (Олександрія) | Перша ліга | 12        | 0         | 0     | 0     | —     | —     |
| 2001/02 | «Поліграфтехніка» (Олександрія) | Вища ліга  | 6         | 0         | 0     | 0     | —     | —     |
| 2002/03 | «Поліграфтехніка» (Олександрія) | Вища ліга  | 24        | 2         | 1     | 0     | —     | —     |
| 2003/04 | «Нива» (Вінниця)                | Перша ліга | 30        | 3         | 2     | 0     | —     | —     |
| 2004/05 | «Сталь» (Алчевськ)              | Перша ліга | 33        | 0         | 3     | 0     | —     | —     |
| 2005/06 | «Сталь» (Алчевськ)              | Вища ліга  | 29        | 0         | 2     | 0     | 0     | 0     |
| 2006/07 | «Сталь» (Алчевськ)              | Вища ліга  | 27        | 0         | 2     | 0     | 0     | 0     |
| 2007/08 | «Металург» (Донецьк)            | Вища ліга  | 15        | 0         | 3     | 0     | 2     | 0     |
| 2007/08 | «Зоря» (Луганськ)               | Вища ліга  | 6         | 0         | 0     | 0     | 0     | 0     |
| 2008/09 | «Зоря» (Луганськ)               | Вища ліга  | 12        | 0         | 0     | 0     | 0     | 0     |
| 2009/10 | «Зоря» (Луганськ)               | Вища ліга  | 9         | 0         | 0     | 0     | 0     | 0     |